# Wahlbezirk Österreich unter der Enns 30
Der Wahlbezirk Österreich unter der Enns 30 war ein Wahlkreis für die Wahlen zum Abgeordnetenhaus im österreichischen Kronland Österreich unter der Enns. Der Wahlbezirk wurde 1907 mit der Einführung der Reichsratswahlordnung geschaffen und bestand bis zum Zusammenbruch der Habsburgermonarchie.

## Geschichte
Nachdem der Reichsrat im Herbst 1906 das allgemeine, gleiche, geheime und direkte Männerwahlrecht beschlossen hatte, wurde mit 26. Jänner 1907 die große Wahlrechtsreform durch Sanktionierung von Kaiser Franz Joseph I. gültig. Mit der neuen Reichsratswahlordnung schuf man insgesamt 516 Wahlbezirke, wobei mit Ausnahme Galiziens in jedem Wahlbezirk ein Abgeordneter im Zuge der Reichsratswahl gewählt wurde. Der Abgeordnete musst sich dabei im ersten Wahlgang oder in einer Stichwahl mit absoluter Mehrheit durchsetzen. Der Wahlkreis Österreich unter der Enns 30 umfasste östlichen Teil des 18. Wiener Gemeindebezirk Währing, genauer gesagt den Bezirksteil östlich der Linie Leitmayergasse, Schopenhauerstraße, Kutschgergasse, Edelhofgasse, Michaelerstraße und Gymnasiumstraße.
Aus der Reichsratswahl 1907 ging Ludwig Tomola (Christlichsoziale Partei) als Sieger hervor. Er konnte sein Mandat bei der Reichsratswahl 1911 nicht verteidigen und unterlag Wilhelm Pollauf in der Stichwahl.

## Wahlergebnisse
Die Darstellung der Wahlergebnisse orientiert sich an den von der  k .k. Statistischen Zentralkommission herausgegebenen Zahlen, die auf die Parteistellung der Kandidaten fokussiert sind. Teilweise wurden dabei Kandidaten gleicher Parteistellung separat dargestellt, teilweise zusammengerechnet. Daher können die angegebenen Zahlen für die Kandidaten im ersten Wahlgang auch (geringe) Stimmen anderer Kandidaten gleicher Parteistellung enthalten (siehe Anmerkungen).

### Reichsratswahl 1907
Die Reichsratswahl 1907 wurde am 14. Mai 1907 (erster Wahlgang) durchgeführt. Die Stichwahl entfiel auf Grund der absoluten Mehrheit von Ludwig Tomola im ersten Wahlgang.
| Kandidat                                                                     | Partei                                   | Wahlkreis- stimmen | Stimmen- anteil |
| ---------------------------------------------------------------------------- | ---------------------------------------- | ------------------ | --------------- |
| Ludwig Tomola u. a.                                                          | Christlichsoziale Partei                 | 4818               | 60,5 %          |
| Josef Obrist                                                                 | Sozialdemokratische Arbeiterpartei       | 1515               | 19,0 %          |
| Schubert                                                                     | deutsch-nationaler/alldeutscher Kandidat | 1328               | 16,7 %          |
| Dr. Waber                                                                    | Beamtenpartei                            | 90                 | 1,1 %           |
|                                                                              | tschechischer Kandidat                   | 81                 | 1,0 %           |
| Sonstige                                                                     |                                          | 137                | 1,7 %           |
| Wahlberechtigte: 9284, Ungültige/Leere Stimmen: 320, Wahlbeteiligung: 89,3 % |                                          |                    |                 |

### Reichsratswahl 1911
Die Reichsratswahl 1911 wurde am 13. Juni 1911 (erster Wahlgang) sowie am 20. Juni 1911 (Stichwahl) durchgeführt.

#### Erster Wahlgang
| Kandidat                                                                       | Partei                             | Wahlkreis- stimmen | Stimmen- anteil |
| ------------------------------------------------------------------------------ | ---------------------------------- | ------------------ | --------------- |
| Wenzel Kuhn                                                                    | Christlichsoziale Partei           | 4010               | 46,3 %          |
| Wilhelm Pollauf                                                                | deutschfreiheitlicher Kandidat     | 2044               | 23,6 %          |
| Josef Obrist                                                                   | Sozialdemokratische Arbeiterpartei | 1824               | 21,0 %          |
| Grienseys                                                                      | selbständiger Christlichsozialer   | 323                | 3,7 %           |
| von Dorn                                                                       | deutschfreiheitlicher Kandidat     | 101                | 1,2 %           |
| Waber                                                                          | deutsch-nationaler Kandidat        | 65                 | 0,8 %           |
| Josef Penizek                                                                  | tschechisch-nationaler Kandidat    | 162                | 1,9 %           |
| Sonstige                                                                       |                                    | 137                | 1,6 %           |
| Wahlberechtigte: 10.150, Ungültige/Leere Stimmen: 393, Wahlbeteiligung: 89,3 % |                                    |                    |                 |

#### Stichwahl
| Kandidat                                                                 | Partei                          | Wahlkreis- stimmen | Stimmen- anteil |
| ------------------------------------------------------------------------ | ------------------------------- | ------------------ | --------------- |
| Wilhelm Pollauf                                                          | deutsch-freiheitlicher Kandidat | 4349               | 50,7 %          |
| Wenzel Kuhn                                                              | Christlichsoziale Partei        | 4230               | 49,3 %          |
| Wahlberechtigte: 10.150, Ungültige Stimmen: 402, Wahlbeteiligung: 88,5 % |                                 |                    |                 |